# ارنست آگوست کونکه
ارنست آگوست کونکه (انگلیسی: Ernst-August Künnecke; ۳ ژانویهٔ ۱۹۳۸ – ۱۶ مارس ۲۰۰۲) بازیکن فوتبال اهل آلمان بود که در پست هافبک بازی می‌کرد.